# El Menzeh
El Menzeh  (in arabo المنزه‎?) è un centro abitato e comune rurale del Marocco situato nella prefettura di Skhirate-Témara, regione di Rabat-Salé-Kénitra. Conta una popolazione di 11 370 abitanti (censimento 2014).